# 西方-2021演习
西方-2021演习（俄语：Запад-2021）是俄罗斯和白俄羅斯两国武装部队举行的联合战略军事演习，于2021年9月10日至16日在俄、白两国的训练场举行。参演人数约20万人，其中白俄罗斯出动近1.3万人。这是自苏联解体以来，俄罗斯在西方战略方向上最大规模的军事演习，並且藉俄烏危機期間發展入侵烏克蘭的準備。

## 演习设定
2021年7月28日，俄罗斯国防部长绍伊古表示演习“纯属防御性质，不针对任何国家或联盟”。2021年8月5日，白俄罗斯国防部公布了演习设定。西方-2021演习虚构了两大国家联盟，“北方”联盟（包括Polesie国和中央联邦）和“西方”联盟（包括Nyaris国、Pomorie国、极地共和国及国际恐怖组织）。“西方”联盟希望激起“北方”联盟内Polesie国的国内政变，并将该国其西部地区吞并入Nyaris国。在政变未果后，“西方”联盟入侵“北方”联盟。“北方”联盟将进行防御并发动反击收复失地。美国的欧洲政策研究中心（CEPA）认为该演习设定中“西方”联盟领土和北约领土在一定程度上相似。

## 演习地点
西方-2021演习在俄罗斯和白俄罗斯两国境内展开。
- 白俄罗斯演习场共4个：[8][9][10]
  - 地面部队
    - 奥布兹—列斯诺夫斯基训练场
    - 多曼诺夫斯基训练场

  - 航空部队
    - 雷詹斯基训练场
    - 布列斯特训练场

- 俄罗斯演习场共9个：[8][10]
  - 地面部队
    - 穆利诺训练场，下诺夫哥罗德州
    - 克里洛夫斯基训练场，列宁格勒州
    - 斯图季克拉斯耶训练场，普斯科夫州
    - 博格诺沃训练场，沃罗涅日州
    - 哈梅列夫卡训练场，加里宁格勒州
    - 帕维丁斯基训练场，加里宁格勒州

  - 航空部队
    - 多波沃列斯基训练场，加里宁格勒州
    - 多罗古布日训练场，斯摩棱斯克州
    - 沃尔斯基训练场，萨拉托夫州

## 其他国家参与
除俄、白两国外，有约2000名其他国家军人参与。蒙古、亚美尼亚、哈萨克斯坦、塔吉克斯坦、吉尔吉斯斯坦、塞尔维亚、印度共7国派出军事部队参演。中国、巴基斯坦、越南、马来西亚、孟加拉国、缅甸、乌兹别克斯坦、斯里兰卡共8国派出观察员。